# Saint-Siméon (Bonaventure)
Pour les articles homonymes, voir Saint-Siméon.
Saint-Siméon est une municipalité de paroisse du Québec située dans la MRC de Bonaventure en Gaspésie–Îles-de-la-Madeleine.

## Toponymie
Elle est nommée en l'honneur de Siméon Ier de Jérusalem.
La rue Alexis Poirier rappelle le nom du premier maire de Saint-Siméon. Quant aux autres rues et routes, elles portent le nom des familles qui y habitaient autrefois ou y résident encore.

## Histoire

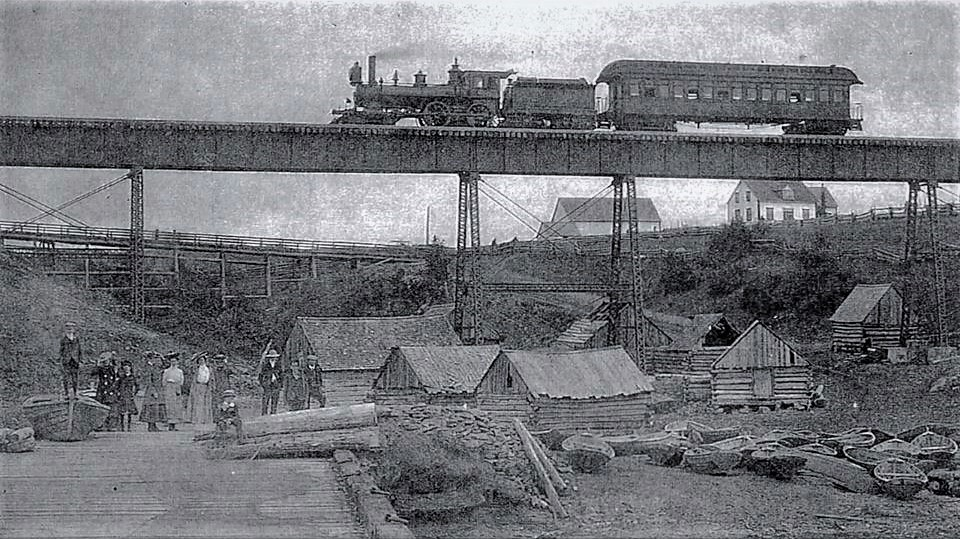
Pont sur le ruisseau Leblanc en 1900

En 1913, les moyens de transport de l'époque rendant difficile l'accès à l'église de Bonaventure, une communauté de citoyens habitant à l'ouest de la paroisse demanda aux instances religieuses du diocèse la permission de fonder une nouvelle paroisse. Le 21 novembre 1913, une requête fut adressée et prise en considération.
Mgr André-Albert Blais approuve cette démarche et le 1er mars 1914, on structura le premier conseil de marguilliers de la paroisse de Saint-Siméon. C’est en novembre 1914 que la Municipalité de Saint-Siméon était officiellement créée.
Le 6 août 1924, la partie est de la paroisse de Saint-Charles de Caplan, qui s'étend du pont Ruisseau-Leblanc jusqu'à la route Roussel, passait à Saint-Siméon.
Saint-Siméon a vu sa population s’accroître en développant son territoire et en se dotant de divers services lui permettant d’offrir un milieu de vie intéressant. Comptant près de 1 200 résidents, on y retrouve plusieurs familles d’origine acadienne.

## Géographie
La rivière Saint-Siméon traverse la municipalité du nord vers le sud pour se déverser dans la baie des Chaleurs.  

## Démographie
| 1981  | 1986  | 1991  | 1996  | 2001  | 2006  | 2011  | 2016  | 2021  |
| ----- | ----- | ----- | ----- | ----- | ----- | ----- | ----- | ----- |
| 1 375 | 1 304 | 1 288 | 1 211 | 1 211 | 1 174 | 1 179 | 1 171 | 1 207 |

## Administration
Les élections municipales se font en bloc pour le maire et les six conseillers.
| Saint-Siméon Maires depuis 2001                                                                                      |                  |         |          |
| Élection | Maire            | Qualité | Résultat |
| 2001 | Jean-Guy Poirier |         | Voir     |
| 2005 | Jean-Guy Poirier | Voir    |          |
| 2009 | Jean-Guy Poirier | Voir    |          |
| 2013 | Jean-Guy Poirier | Voir    |          |
| 2017 | Denis Gauthier   |         | Voir     |
| 2021 | Denis Gauthier   | Voir    |          |
| Élection partielle en italique Depuis 2005, les élections sont simultanées dans toutes les municipalités québécoises |                  |         |          |

## Économie
L'activité économique gravite autour de l'agriculture, de l'industrie forestière et de la pêche.

## Galerie

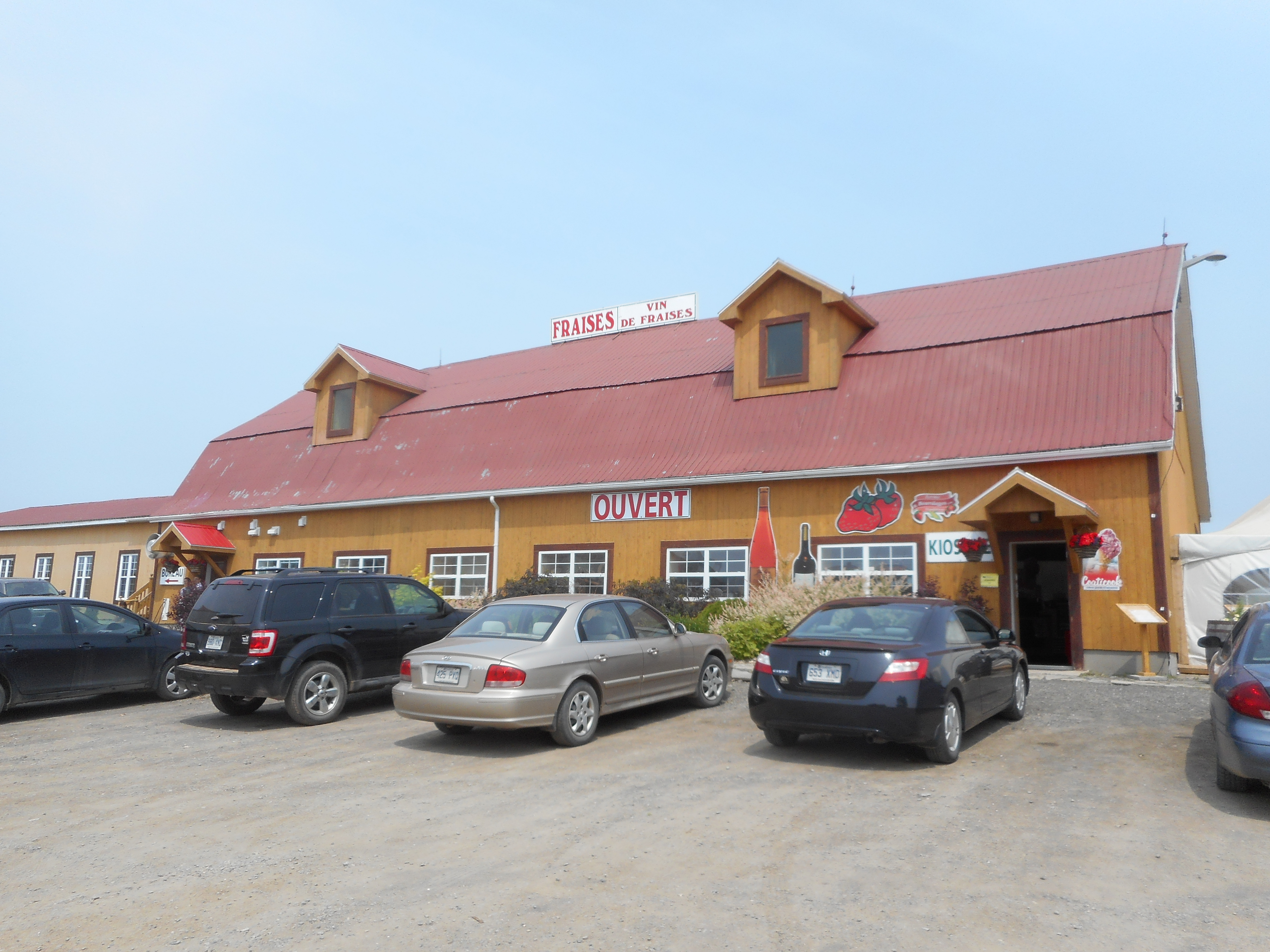
Ferme Bourdages.